# Ylä-Haajainen
Ylä-Haajainen är en sjö i kommunen Vieremä i landskapet Norra Savolax i Finland. Sjön ligger 119 meter över havet. Arean är 1,5 kvadratkilometer och strandlinjen är 6,5 kilometer lång. Sjön  ingår i Vuoksens huvudavrinningsområde.   Den ligger omkring 90 kilometer norr om Kuopio och omkring 400 kilometer norr om Helsingfors. 